# 2049年11月25日日食
2049年11月25日日食为一次在协调世界时2049年11月25日出現的一次日全環食。該次日食食分為1.0057，食甚維持時間38秒。

## 概述
這次日食的食分是1.0057，全環食維持38秒。

此次全環食過程中月影在地表移動的動畫

## 基本參數
- 類型：日全環食
- 食最大地點資料：
  - 日期：2049年11月25日
  - 時間：5時33分48秒
  - 地點：4S 95E
  - 食分：1.0057
  - 日全環食持續時間：38秒

## 外部連結
- NASA未來日食資料（页面存档备份，存于）
- 可見區域圖和時間統計：由弗雷德·埃斯佩纳克做出的日食預報，NASA/GSFC
  - Google互動地圖呈現的日食範圍
  - 貝塞爾元素